# Alapić
Alapić, hrvatska plemićka obitelj podrijetlom iz Ugarske. U Hrvatskoj od 15. stoljeća. Imali su posjede u križevačkoj i zagrebačkoj županiji.
Dali su visoke vojne i upravne dužnosnike u Hrvatskoj. Istaknuli su se u Stogodišnjem hrvatsko-turskom ratu.

## Poznati pripadnici
- Gašpar Alapić, hrvatski velikaš i hrvatski banovac (1573. – 1574.) i ban (1574. – 1578.), sudionik opsade Sigeta, kršitelj seljačke bune Matije Gupca
- Ivan Alapić, sudionik bitke pod Vinodolom i kod Obreške 1565.[1]
- Baltazar Alapić, ban Jajačke banovine
- Juraj Alapić, sudionik obrane Petrovaradina 1526.

## Poznate građevine
- kurija Alapić, drvena kurija u Vukovini, Turopolje